# Chlorochrysa phoenicotis
A Chlorochrysa phoenicotis  a madarak osztályának verébalakúak (Passeriformes) rendjébe és a tangarafélék (Thraupidae) családjába tartozó faj.

## Rendszerezése
A fajt Charles Lucien Jules Laurent Bonaparte francia ornitológus írta le 1851-ben, a Calliste  nembe Calliste phoenicotis  néven.

## Előfordulása
Dél-Amerika északnyugati részén, az Andokban, Kolumbia és Ecuador területén honos. Természetes élőhelyei a szubtrópusi és trópusi hegyi erdők. Állandó, nem vonuló faj.

## Megjelenése
Testhossza 13 centiméter.

## Életmódja
Ízeltlábúakkal és gyümölcsökkel táplálkozik.

## Természetvédelmi helyzete
Az elterjedési területe nagy, egyedszáma viszont csökken, de még nem éri el a kritikus szintet. A Természetvédelmi Világszövetség Vörös listáján nem fenyegetett fajként szerepel.